# ضفدع السهول النمري
ضفدع السهول النمري (الاسم العلمي: Rana blairi) (بالإنجليزية: Plains Leopard Frog)‏ هو نوع من البرمائيات يتبع جنس الضفدع الحقيقي من فصيلة الضفادع الحقيقية.